# George C. Maxwell
George Clifford Maxwell (* 31. Mai 1771 im Sussex County, Provinz New Jersey; † 16. März 1816 in Flemington, New Jersey) war ein US-amerikanischer Jurist und Politiker. Zwischen 1811 und 1813 vertrat er den Bundesstaat New Jersey im US-Repräsentantenhaus.

## Werdegang
George Maxwell besuchte bis 1792 das College of New Jersey. Nach einem anschließenden Jurastudium und seiner 1797 erfolgten Zulassung als Rechtsanwalt begann er im Hunterdon County in diesem Beruf zu arbeiten. Im Jahr 1801 war er als Nachfolger von Frederick Frelinghuysen Bundesstaatsanwalt für den Distrikt von New Jersey. Außerdem schlug er als Mitglied der Demokratisch-Republikanischen Partei eine politische Laufbahn ein.
Bei den Kongresswahlen des Jahres 1810 wurde Maxwell für den vierten Sitz von New Jersey in das US-Repräsentantenhaus in Washington, D.C. gewählt, wo er am 4. März 1811 die Nachfolge von John A. Scudder antrat. Bis zum 3. März 1813 konnte er eine Legislaturperiode im Kongress absolvieren. In diese Zeit fiel der Beginn des Britisch-Amerikanischen Krieges. Nach dem Ende seiner Zeit im US-Repräsentantenhaus praktizierte George Maxwell wieder als Anwalt. Er starb am 16. März 1816 in Flemington. Sein Sohn John (1804–1845) wurde ebenfalls Kongressabgeordneter.